# Schlacht bei Entrammes
Die Schlacht bei Entrammes fand am 26. Oktober 1793 als Teil des Aufstandes in der Vendée statt. Die Republikanische Westarmee traf hier bei der Verfolgung der Armée catholique et royale de Vendée wieder mit dieser zusammen.

## Vorgeschichte
Die Vorhut der republikanischen Armee unter dem Kommando von François-Joseph Westermann und Michel de Beaupuy war im Gefecht bei Croix-Bataille geschlagen worden, und die beiden Generäle hatten sich mit dem, was von ihren Männern übrig geblieben war, nach Château-Gontier zurückgezogen. Am nächsten Tag kam der Großteil der republikanischen Armee abwechselnd hier an. Jean-Baptiste Kléber reagierte mit Wut über die Niederlage, aber die Armee war von mehreren Marschtagen erschöpft. Kléber entschied sich dann, die Armee ein oder zwei Tage ruhen zu lassen, bevor sie einen Gegenangriff startete. Aber er hatte nicht mit der Ungeduld von François-Joseph Westermann gerechnet. Letzterem gelang es, den Oberkommandierenden Jean Léchelle zu überzeugen, einen sofortigen Angriff über die Hügel von Entrammes auf das immer noch von den Vendéens gehaltene Laval zu unternehmen.

## Die Schlacht
Am 26. Oktober griffen die die Republikaner an. Westermann und Louis Michel Auguste Thévenet übernahmen die Vorhut, wobei 300 Reiter zuerst die Kontrolle über die Brücke über die Jouanne bei Entrammes übernahmen.
Zuvor zog Henri de La Rochejaquelein seine gesamte Armee zusammen und marschierte nach nördlich von Entrammes. Als die Vendéens begannen, ihre Truppen zu entfalten, wurde Westermann angewiesen seine Position zu evakuieren, so dass die Brücke vorübergehend aufgegeben wurde.
Gemäß den Anweisungen des Nationalkonvents hatte Jean Léchelle seinen Plan den anderen Generälen aufgezwungen: Angriff in Kolonnenformation „majestätisch und massenhaft“. Die Generäle erkannten, wie dumm dieser Plan war, aber sie hatten keine andere Wahl, als zu gehorchen. Auf Befehl von Léchelle griff die Armée de Mainence von Michel de Beaupuy, gefolgt von Truppen Klébers, in Reihen von zwei zu zwei an.
Auf der Seite der Vendéens hatte Henri de La Rochejaquelein auf Anraten des verletzten Louis de Salgues de Lescure seine Männer in einem Halbkreis aufgestellt. Jean-Nicolas Stofflet in der Mitte, Antoine-Philippe de La Trémoille, Charles de Royrand und Charles Marie Auguste de Beaumont d’Autichamp rechts und die Chouans, angeführt von Jean Chouan links. Als die Republikaner auftauchten, eröffnete die Artillerie von Gaspard de Bernard de Marigny das Feuer auf Beaupuys Kolonne, deren Vorhut durch massives Gewehrfeuer dezimiert wurde. Die Vendéens gingen dann zum Angriff über und Beaupuy, der kurz davor stand, eingekreist zu werden, musste zurückweichen. Seine Kolonne zog sich in guter Ordnung bis zur Jouanne zurück, wo Beaupuy schwer verletzt wurde. Erst die Verstärkung durch Kléber ermöglichte es den Republikanern, ihre Positionen zu halten.
Aber Henri de La Rochejaquelein startete mehrere gleichzeitige Angriffe, die es ihm erlaubten, den Fluss an einigen Stellen zu überqueren. Die Panik begann sich dann in den republikanischen Reihen zu verbreiten, Kléber und François Séverin Marceau hatten Schwierigkeiten, ein paar Truppen ein wenig weiter zu sammeln. Aber sie wurden schnell massiv angegriffen und in Unordnung auf die Brücke über den Fluss Ouette gedrängt. Die Geländebeschaffenheit des Tales bot ihnen jedoch ein günstiges Terrain und sie widersetzen sich für eine Weile, bevor sie von der anderen Seite ebenfalls angegriffen wurden. Unterdessen waren die von Alexis Chalbos und François Muller angeführten Kolonnen endlich angekommen, als die ersten Flüchtlinge das Schlachtfeld bereits verließen. Von der um sich greifenden Panik angesteckt, flohen sie ebenfalls, ohne zu kämpfen, in Richtung Château-Gontier. Léchelle selbst, der hinten geblieben war, gab den Befehl zum Rückzug und floh dann seinerseits. Der Rückzug war allgemein und die ganze Armee flüchtete nach Château-Gontier, verfolgt von den Vendéens, die die Flüchtlinge vor sich her trieben.
Als sie in Château-Gontier ankamen, ließen die Vendéens die Republikaner nicht zu Ruhe kommen und sie versuchten sofort, die Stadt einzunehmen.
General Louis Blosse, der zu Beginn der Schlacht in der Stadt in Reserve blieb, versuchte, mit seiner Division auf der Brücke vor der Stadt einzugreifen, dabei wurde er getötet und seine Division zurückgeschlagen. Unter der energischen Leitung von La Rochejaquelein gelang es den Vendéens dann, Château-Gontier zu erobern. Dadurch waren die Republikaner schließlich gezwungen, die Stadt in der Abenddämmerung zu evakuieren, ohne dass sie von den Vendéens verfolgt wurden. Sie biwakierten im freien Gelände und kehrten am nächsten Tag nach Le Lion-d’Angers zurück.
Für die Vendéens war das ein vollständiger Sieg. La Rochejaquelein dachte einen Moment lang darüber nach, die Gelegenheit zu nutzen, um in die Vendée zurückzukehren, aber da die Frauen und Kinder, sowie ein Teil der Armee in Laval geblieben waren, mussten er umkehren.

## Auswirkungen
Die republikanische Armee befand sich in einem traurigen Zustand, von 20.000 Soldaten hatte sie laut Charles-Louis Chassin 4.000 verloren. Es würde tagelang dauern, die Armee zu reorganisieren. Der Zorn der Soldaten und sogar der Generäle gegen Léchelle war groß, dessen katastrophaler Plan zu einem Massaker geführt hatte. Vor allem Kléber hatte nicht genug harte Worte, um die Schwachsinnigkeit des Plans des Oberkommandierenden anzuprangern. Aus Angst, zum Sündenbock gemacht zu werden schrieb er einen Brief an die Nationalversammlung, in dem er die Inkompetenz seines Vorgesetzten anprangerte und umgekehrt die militärischen Qualitäten von La Rochejaquelein lobte. Doch er selbst hatte seinen Teil der Verantwortung zu tragen, indem er die Aufträge von Léchelle nur mit Widerwillen und Verzögerung ausführte. Um die dadurch verlorene Zeit auszugleichen, mussten seine Männer in zwei Stunden neun Kilometer zurücklegen und sofort in den Kampf ziehen. Und es war eines seiner Manöver in Richtung der Brücke über die Ouette, das einen Teil der Panik auslöste.
Kurz darauf wollte Léchelle überprüfen, was von seinen Truppen noch einsatzfähig war. Nachdem er seine Soldaten der Feigheit beschuldigt hatte, wurde Léchelle von seinen Leuten mit dem Ruf „À bas Lécchelle – Vive Kléber“ (nieder mit Léchelle, es lebe Kléber) angeschrien. Die Soldaten forderten auch die Rückkehr der Generäle Jean Baptiste Camille de Canclaux und Jean-Baptiste Annibal Aubert du Bayet.
Nach diesem Vorfall war es für die Repräsentanten der Mission (auch politische Kommissare genannt) offensichtlich, dass man Léchelle nicht mehr das Kommando überlassen könne. Trotz der Proteste von Jean-Baptiste Carrier und den Sansculottes wurde Léchelle auf Anordnung des Repräsentanten Antoine Merlin de Thionville entlassen, verhaftet und nach Nantes gebracht, wo er am 11. November unter ungeklärten Umständen starb.
Der Abbé Angot weist darauf hin, dass der von Arthur Duchesne veröffentlichte Bericht über die Schlacht nach den Notizen des Soldaten Bellanger starke Übertreibungen enthält. Die Angelegenheit vom 27. mit der Verfolgung von Entrammes nach Château-Gontier ist für ihn in anderen Quellen genauer und konsistenter beschrieben, insbesondere der Angriff auf den linken Flügel von Léchelle und der Rolle der Artillerie.(La guerre des Chouans, S. 67–70).